# 홍륜의
홍륜의(1963년 1월 6일 ~ )는 대한민국의 목사이자 배우이다.

## 생애
1989년 KBS 13기 공채 탤런트로 정식 선발되었다. 현재는 빌라델비아교회와 축복교회 담임목사로 있다.

## 학력
- 청주신흥고등학교 졸업
- 충북대학교 토목학과 학사
- 중앙대학교 신문방송대학원 연극영화학과 언론학 석사

## 출연작

### 연극
- 《이괄과 흥안군》(1993년) ... 이성부 역(단역)

### 영화
- 《실종자들》 (2005년) - 안PD 역

### 드라마
- 《일말의 순정》 (KBS2, 2013년) - 박용직 역
- 《불멸의 이순신》 (KBS1, 2004년) - 명종 이환 역
- 《매직키드 마수리》 (KBS1, 2003년)
- 《야인시대》 (SBS, 2002년) - 박용직 역
- 《행복도 팝니다》 (HBS, 1997년) - 윤수재 역
- 《삼층집 사람들》 (HBS, 1996년)
- 《사랑할때까지》 (KBS1, 1996년) - 범태순 역
- 《남자 만들기》 (KBS2, 1995년) - 김영국 역
- 《베스트극장》(MBC, 1995년)
- 《삼국기》 (KBS1, 1992년) ... 조메이 천황 역
- 《TV 손자병법》 (KBS2, 1992년)
- 《머슴아와 가이내》 (KBS2, 1990년)
- 《꽃 피고 새 울면》 (KBS2, 1990년)
- 《형사 25시》 (KBS2, 1989년)